# The Atomic Bitchwax

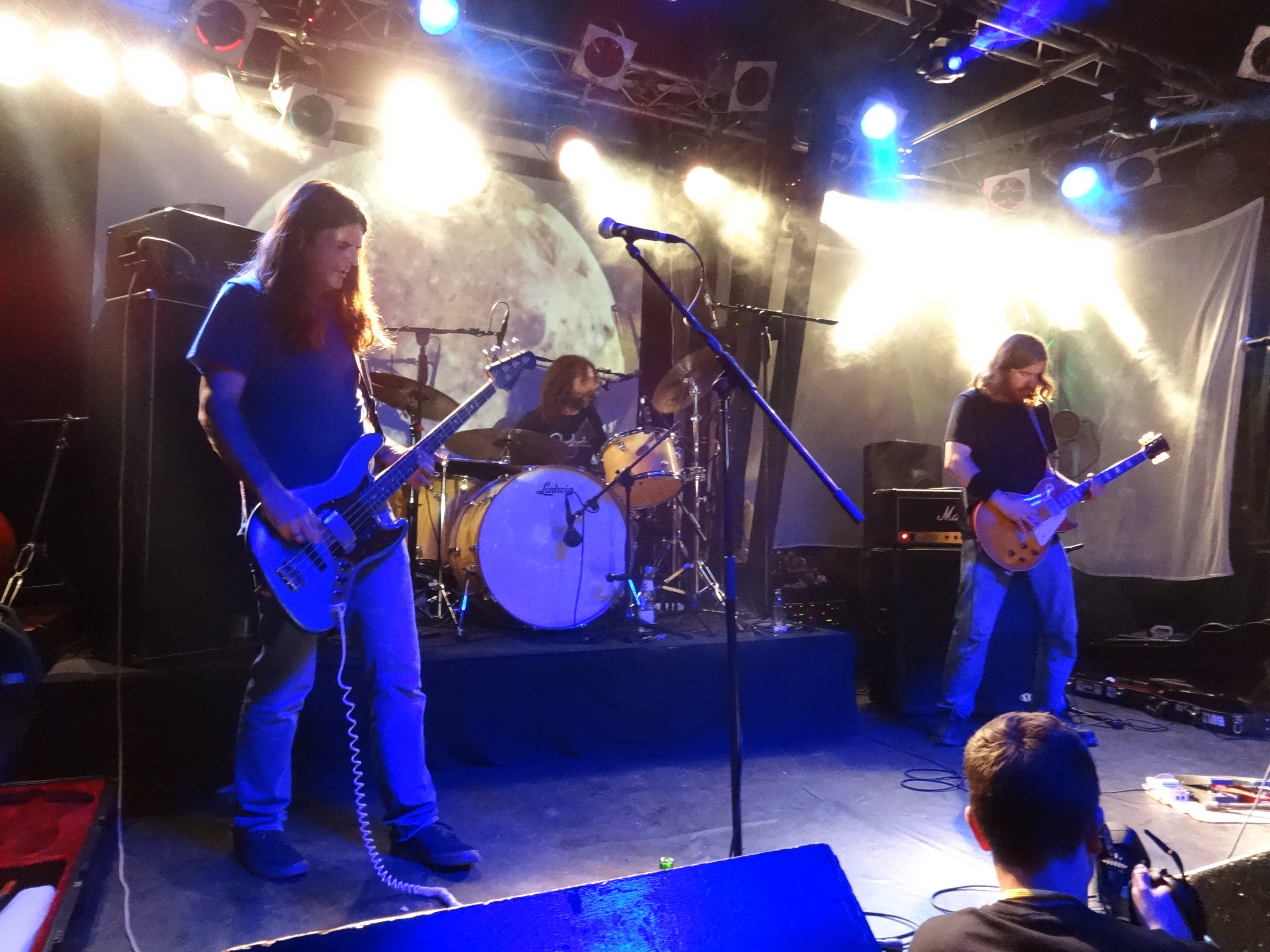
The Atomic Bitchwax in 2014

The Atomic Bitchwax is een stonerrockband.  De band werd opgericht in december 1992 te New Jersey, New Jersey.
De band produceert hevig psychedelische muziek.  Slechts de helft van hun liedjes hebben tekst, de rest is volledig instrumentaal.  Het accent ligt veel meer bij de instrumenten dan bij de stemmen.

## Artiesten
- Chris Kosnik bassist, vocalist
- Bob Pantella - drummer, percussionist
- Garrett Sweeny - gitarist

## Vroegere leden
- Ed Mundell - gitarist, best bekend als gitarist van Monster Magnet
- Finn Ryan - gitarist

## Discografie
- 1999 - 1
- 2001 - 2
- 2002 - Spit Blood (EP)
- 2005 - 3
- 2006 - Boxriff
- 2008 - 4